# Парк культуры (мультфильм)
«Парк культуры» — сатирический рисованный мультипликационный фильм 1988 года, который создал режиссёр Александр Федулов в ТО «Экран».

## Сюжет
В Парке культуры и отдыха работает техника: с пьедестала снимают скульптуру в больших сапогах. А другие статуи участвуют в собрании — председатель произносит речь про обновление паркового хозяйства, а затем критикует остальные статуи за утрату отдельных деталей. Техника с подъёмником привозит и кидает на землю скульптуру в больших сапогах. Зрителю становится видно, что все статуи в трещинах, они сняты с постаментов и стоят на земле, а председатель вообще разбит на части. Постаменты на грузовике увозят прочь.

## Создатели
- Автор сценария — Мария Дейнего
- Режиссёр — Александр Федулов
- Художник-постановщик — Владимир Сальников
- Композитор — Эдуард Артемьев
- Оператор — Владимир Милованов
- Звукооператор — Сергей Кель
- Музыкальный редактор — В. Кундрюцкова
- Монтажёр — Галина Дробинина
- Художники-мультипликаторы: Г. Андреев, Евгений Делюсин, Ирина Гундырева, Андрей Свислоцкий
- Редактор — Любовь Стефанова
- Директор — Лидия Варенцова
- Роли озвучивали:

Пётр Щербаков (председатель),
Алексей Неклюдов
- Создатели приведены по титрам мультфильма.